# Monoplius pinguis
Monoplius pinguis är en skalbaggsart som beskrevs av Lewis 1879. Monoplius pinguis ingår i släktet Monoplius och familjen stumpbaggar. Inga underarter finns listade i Catalogue of Life.